# Электронный проектор
Электронный проектор (или Автоэлектронный микроскоп) -(или Field emission microscopy) безлинзовый электронно-оптический прибор для получения увеличенного в миллионы раз изображения поверхности твердого тела. Изобретен в 1936 немецким физиком Э.Мюллером
.
Его конструкция содержит катод в виде проволочки с точечным эмиттером на конце, радиус кривизны которого {\displaystyle r\approx 10^{-7}-10^{-8}\ }м. Анод изготовляется в виде полой сферы, внутренняя поверхность которой покрыта слоем люминофора и металлизацией.
Из колбы откачивается воздух (остаточное давление {\displaystyle 10^{-9}-10^{-11}\ })мм.рт.ст. Когда на анод подается положительное напряжение в несколько тысяч вольт относительно игольчатого катода, напряженность электрического поля вблизи точечного эмиттера достигает {\displaystyle 10^{9}-10^{10}\ } В/м). Это обеспечивает интенсивную автоэлектронную эмиссию. Эмитированные электроны ускоряясь в радиальных направлениях, бомбардируют экран, вызывая свечение люминофора, и создают на экране увеличенное контрастное изображение поверхности катода, отражающее её кристаллическую структуру. Увеличение электронного проектора равно отношению радиусов внешней сферы {\displaystyle R\ } к радиусу точечного эмиттера {\displaystyle r\ } ({\displaystyle R/r\ }). Разрешающая способность ограничена наличием тангенциальных составляющих скоростей автоэлектронов у кончика острия и в меньшей степени — дифракцией электронов.

### «Вижу атомы»!
В последнее время проводятся интенсивные работы по улучшению разрешения электронного проектора в Харьковском физико-техническом институте (Украина). Группа харьковских физиков под руководством проф. И. Михайловского использовала полевой автоэлектронный микроскоп 1936 г. («электронный проектор»). Он обладает скромным разрешением, однако группе удалось впервые идеально навести на резкость этот микроскоп и использовать его теоретическую границу разрешения. Таким образом были получены портреты атомов с невиданным фантастическим увеличением – в десятки миллионов раз. Фокус заключается в том, что разрешение этого микроскопа в высокой степени зависит от остроты катода. В данном случае – это одномерная углеродная нить (т.е. вертикальная последовательность нескольких десятков атомов углерода). Один конец нити закреплен на катоде, а другой остается свободным.
Сущность метода состоит в том, что образец размещается на подложке в условиях высокого вакуума и низкой температуры. При этом вокруг электрода создается электрическое поле максимальной напряженности, о которой вообще может идти речь в рамках физики твердого тела. Под действием напряжения последний атом в цепи начинал излучать электроны на внешний экран, покрытый фосфором. В результате удалось получить изображение, где видны области нахождения отдельных электронов атомного ядра.
Карбоновая нить была получена в процессе институтских разработок по изготовлению одномерных углеродных нитей. Расчеты показывают, что прочность таких нитей превышает все, что было известно до сих пор. Например, энергия углеродной связи в одномерной цепочке оказывается большей, чем в алмазе. Это самая прочная связь, которая известна физикам. Наша цивилизация сейчас активно осваивает нанотехнологии, а вершиной этого процесса будет использование одноатомных нитей. Это как «скелет» всего будущего нановопроизводства.

## «Подсчет» электронов
Типичный электронный проектор представляет собой сферический конденсатор с внешним радиусом значительно большим за внутренний ({\displaystyle r\ll R\ }). Наиболее интересен граничный случай, когда внутренний радиус точечного эмиттера совпадает с радиусом Бора (отличия радиусов отдельных атомов от данного значения здесь не существенны):
{\displaystyle r=a_{B}=l_{N}/\alpha _{S}=5.292\cdot 10^{-11}\ }м,
где {\displaystyle l_{N}=3.862\cdot 10^{-13}\ } — характеристическая длина электрона, а {\displaystyle \alpha _{S}=7.297\cdot 10^{-3}\ } — постоянная тонкой структуры.
Масштаб частоты на масштабе Бора равен значению:
{\displaystyle \omega _{B}=2\pi \nu _{B}={\frac {\hbar }{2m_{N}a_{B}^{2}}}\ },
где {\displaystyle \hbar \ } — приведенная постоянная Планка, а {\displaystyle m_{N}=9.109\cdot 10^{-31}\ }кг — масса электрона.
Масштаб тока на масштабе Бора (одноэлектронный) равен значению:
{\displaystyle I_{B}={\frac {e\omega _{B}}{2\pi }}={\frac {\alpha _{S}ec}{4\pi a_{B}}}=5.271\cdot 10^{-4}\ }А,
где {\displaystyle e\ } — заряд электрона. Таким образом, внутренняя сфера электронного проектора ограничивает поступление электронов. Более того, они здесь поступают поштучно! Плотность тока на внутренней сфере равна:
{\displaystyle j_{B}={\frac {e\nu _{B}}{4\pi a_{B}^{2}}}=\rho _{2DB}\cdot {\frac {\hbar }{4\pi a_{B}^{2}m_{N}}}\ },
где {\displaystyle \rho _{2DB}=e/4\pi a_{B}^{2}\ } — двухмерная плотность заряда на сфере Бора.
Плотность тока на внешней сфере пока неизвестна:
{\displaystyle J_{Rx}={\frac {Q_{Rx}\nu _{Rx}}{4\pi R^{2}}}=\rho _{2DR}\cdot \nu _{Rx}\ },
где {\displaystyle \rho _{2DR}=Q_{R}/4\pi R^{2}\ } — двухмерная плотность заряда на внешней сфере. Другими словами, мы пока не знаем заряда {\displaystyle Q_{Rx}\ } и частоты {\displaystyle \nu _{Rx}\ } на внешней сфере электронного проектора. Значение частоты на внешней сфере можно найти из условия равенства зарядов {\displaystyle Q=e\ }. Тогда отношение частот будут равно:
{\displaystyle \xi _{BR}={\frac {\nu _{B}}{\nu _{Rx}}}={\frac {R^{2}}{a_{B}^{2}}}=3.571\cdot 10^{16}\ },
где учтено типичное значение внешнего радиуса {\displaystyle R=0.01\ }м.
Таким образом, частота изменения заряда на внешней сфере будет равна:
{\displaystyle \omega _{Rx}={\frac {a_{B}^{2}}{R^{2}}}\omega _{B}={\frac {l_{N}\omega _{R}^{2}}{2c}}={\frac {\omega _{R}^{2}}{2\omega _{N}}}\ },
где {\displaystyle \omega _{R}=c/R\ } — частота колебаний резонатора, который образуется внешней сферой, а {\displaystyle \omega _{N}=c/l_{N}\ } — характеристическая частота электрона.
Теперь мы можем найти заряд на внешней сфере:
{\displaystyle Q_{Rx}=\xi _{BR}\cdot e=e{\frac {R^{2}}{a_{B}^{2}}}\ }.
Учитывая непрерывность тока через сферический конденсатор, имеем:
{\displaystyle I_{Rx}=Q_{Rx}\cdot \nu _{Rx}=e\nu _{B}=I_{B}\ }.
Другими словами, оценка частоты на внешней сфере оказалась вполне осмысленной и привела к верному результату.
Таким образом, при исследовании электронных проекторов с предельным значением размеров эмиттера, необходимо обеспечить большое количество свободных электронов на внешней сфере (более шестнадцати порядков!) для того, чтобы через внутреннюю сферу (эмиттер) проходило только по одному электрону.
Достаточно интересным является вопрос о суммарном токе, протекающем через «вакуумный диод» электронного проектора. Учитывая дискретность изменения заряда на точечном эмиттере, электрический ток также будет изменяться дискретно:
{\displaystyle I_{Dn}=n\cdot I_{B}\ },
где {\displaystyle n=1,2,3,..\ }. Узловые значения напряжений на электронном проекторе будут равны:
{\displaystyle V_{Dn}=n\cdot V_{B}\ }
{\displaystyle V_{B}={\frac {\alpha _{S}^{2}m_{N}c^{2}}{2e}}=13.606\cdot n\ }В.